# 0-ві
0-і (нульові) роки за юліанським календарем — проміжок часу з 1 січня 1 до 31 грудня 9 року, що включає з 1 по 9 роки 1-го десятиліття I століття 1-го тисячоліття. Їм передували 0-ті роки до зв. е. Вони закінчились 2013 років тому.

## Події
- правління в Римській імперії імператора Октавіана Августа;
- 9 — Битва в Тевтобурзькому лісі
- 1 — У Китаї до влади прийшов імператор Пінь з династії Хань

## Народились
Ісус Христос